# Centro di prima accoglienza
I centri di prima accoglienza (sigla CPA) sono strutture adibite in Italia ad ospitare minorenni in stato di arresto, fermo o accompagnamento, fino all'udienza di convalida dell'arresto o del fermo o di convalida di espulsione dello straniero, che deve celebrarsi entro 96 ore dal fermo. In base all'art.9 del DPR del 22 settembre 1988, tali centri devono garantire la custodia dei minorenni senza configurarsi come strutture penitenziarie.

## I CPA: strutture e compiti
Il CPA è una struttura che dipende dal Centro di Giustizia Minorile dove i corpi di polizia, su disposizione della Procura della Repubblica Minorile, accompagnano i minori che verranno ospitati fino all'udienza davanti al Gip (giudice per le indagini preliminari).
Scopi principali dei Centri di Prima Accoglienza sono:
- fornire i primi elementi di conoscenza dei minori all'autorità giudiziaria procedente;
- svolgere attività di sostegno e chiarificazione nel confronto dei minori;
- collaborare con gli altri servizi minorili;
- instaurare contatti immediati con le famiglie.

Scopi principali dei Centri di Prima Accoglienza nei confronti dei minori sono:
- indurre il minore alla riflessione sul reato commesso;
- spingere il minore a relazionarsi in maniera adeguata con gli altri;
- sollecitare il minore ad assumersi le proprie responsabilità rispetto alle proprie azioni;
- assistenza in sede di convalida e giudizio.

Il lavoro dei CPA mira ad una mediazione giudiziaria con le varie autorità al fine di fornire i primi elementi di conoscenza del minore relativamente al proprio contesto familiare, personale e sociale.
Nel caso in cui ci si trovi davanti a casi in cui siano coinvolti minori stranieri, dei quali spesso è difficile l'identificazione, in base all'art. 349 del CPP, la polizia giudiziaria provvede all'identificazione attraverso rilievi antropometrici (ad esempio, una radiografia del polso per accertare l'età) e rilievi segnaletici di carattere descrittivo, fotografico e dattiloscopico. Tutti questi dati contribuiscono all'elaborazione di un modulo denominato "cartellino segnaletico", unico documento relativo alla personalità del minore straniero.

## Il CPA nell'iter processuale del minore
Il minore macchiatosi di reato ha il suo primo contatto nell'ambito del sistema giudiziario coi servizi non specializzati della Polizia giudiziaria, amministrativa o di sicurezza tra i quali il servizio "radio mobile" dei Carabinieri e l'"Ufficio Prevenzione Generale" della Polizia. Il primo impatto del minore con la giustizia è stato oggetto di attenzione già nel 1975 da parte dell'ONU prevedendo all'art.10 comma 3 che i contatti tra le Forze dell'Ordine e il minore colpevole di reato devono avvenire nel rispetto del suo stato giuridico, evitando di nuocergli e tenendo sempre conto delle circostanze del caso. Infatti il contatto iniziale è fondamentale perché influenza l'atteggiamento del minore verso la società e lo Stato. Il successo di ogni intervento dipende molto da questi primi approcci, per cui si raccomanda benevolenza e fermezza. Oggi l'art.20 D.Lgs. 272/1989 prevede che l'operatore di polizia deve:
- evitare l'uso di strumenti di coercizione fisica salvo in caso di necessità per ragioni di sicurezza;
- trattenere i minorenni in locali separati da quelli che ospitano i maggiorenni già arrestati o fermati;
- adottare cautele al fine di proteggere il minore dalla curiosità del pubblico limitandone disagi, sofferenze materiali e psicologiche.

## CPA attivi in Italia
- Ancona, via Giacomo Matteotti, 35
- Bari, via Petroni, 90
- Brescia, via Orzinuovi, 108
- Bologna, via del Pratello, 38/3
- Cagliari, località Supezzu Mannu
- Caltanissetta, via Turati, 47
- Castiglione Cosentino, contrada Spina
- Catania, via Franchetti, 62
- Catanzaro, via Paglia, 47
- Firenze, via degli Orti Oricellari, 20
- Genova, via Frugoni, 1
- Lampedusa
- L'Aquila, via Acquasanta, 1
- Lecce, via Monteroni, 43
- Messina, viale Europa,47
- Milano, via Spagliardi
- Napoli, viale Colli Aminei, 44
- Palermo, via Principe di Palagonia, 145
- Potenza, via Appia, 175/bis
- Reggio Calabria, via Marsala, 13
- Roma, via Agnelli, 15
- Salerno, largo San Tommaso d'Aquino
- Sassari, via Predda Niedda, 6/c
- Taranto, vico Sant'Agostino, 1
- Torino, corso Unione sovietica, 325
- Trento, via Madruzzo, 13
- Treviso, via S.Bona Nova, 5/C
- Trieste, via Besenghi, 27 (istituto femminile)
- Trieste, frazione Opicina, via di Conconello, 16 (istituto maschile)